# Cheilolejeunea gradsteinii
Cheilolejeunea gradsteinii là một loài Rêu trong họ Lejeuneaceae. Loài này được (Grolle & Piippo) W. Ye & R.L. Zhu mô tả khoa học đầu tiên năm 2010.